# 石坂泰三

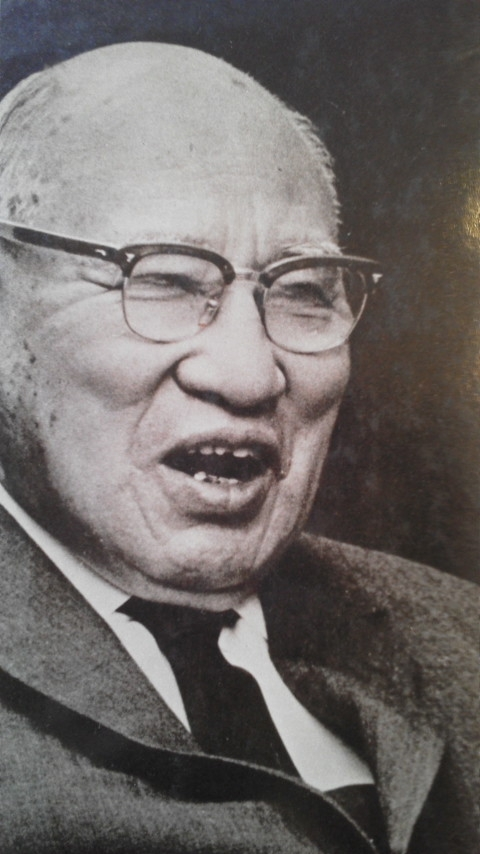
「財界総理」と呼ばれた元経団連会長石坂泰三

石坂 泰三（いしざか たいぞう、1886年（明治19年）6月3日 - 1975年（昭和50年）3月6日）は、日本の財界人、経営者。逓信省を退官、第一生命保険に入社。第一生命保険、東京芝浦電気社長を経て、第2代経済団体連合会（経団連）会長（在任、1956年（昭和31年）2月21日 - 1968年（昭和43年）5月24日）。経団連会長を4期､12年務めた。経団連会長の異名 「財界総理」は石坂泰三を嚆矢とする。正三位勲一等。

## 経歴
1886年（明治19年）6月3日、東京に石坂義雄・こと夫妻の三男として生まれる。父・義雄は埼玉県大里郡奈良村の地主の子として生まれ､東京へ出て家庭教師や書記等の仕事をしていた。とくに裕福というほどでもないが､平和な中産家庭だったという。
尋常小学校時代には2年生ぐらいから、ランプや行灯の下で漢籍の素読をやらされた。大学、中庸、論語などは何のことか分からなかったが声をあげて読んだ。当時牛込には2つしか小学校がなかったが、泰三は牛込北町・愛日小学校にはいった。同級に大島浩（元陸軍中将）がいた。先輩には永田鉄山、歌人の川田順らがいた。当時小学校4年生の課程を終わると、中学校を受ける資格があった。小学校5年次に城北中学を受けるも失敗して6年まで小学校に在籍し、「それなら城北よりもっといい学校にはいろう」と決意する。東京府尋常中学に合格し、1904年に卒業して一高独法科に入学した。
1911年（明治44年）に東京帝国大学法科大学を卒業して逓信省に入省し、貯金局に配属された。泰三は判任官で45円の月給だった。織田一（農商務省勤務）の長女雪子と結婚する。1913年（大正2年）、小石川の原町に家を持った。
1914年（大正3年）、高等官に昇進し為替貯金局事務官補となる。岡野敬次郎法制局長官の紹介で第一生命保険相互会社の矢野恒太社長に紹介されたのが機縁となり、1915年（大正4年）、逓信省を退官し、第一生命に入社し、矢野社長の秘書となる。1916年（大正5年）、生命保険事業視察のため欧米諸国を歴訪、翌年9月に帰国する。1938年（昭和13年）、第一生命取締役社長に就任する。この年の秋に丸の内に後にGHQの本部ビルとなった、第一生命本社ビルが完成している。1947年（昭和22年）に辞任するまで、第一生命は中堅から大規模生命保険会社に成長した。GHQが本社ビルを接収した際には、社長室にある石坂の椅子にはダグラス・マッカーサーが座ることとなった。石坂の社長室からマッカーサーの執務室となった部屋のデスクは引き出しの無いダイニングテーブルの様なものであった。マッカーサーは使い勝手の悪さを疑問に思い石坂に理由を問うと「社長たるべき者は、持ち込まれた会社の問題は即決すべきで、引き出しの中に寝かせるべきでない」と答えた。GHQの最高責任者即ち日本という組織の事実上のトップとなったマッカーサーは石坂の思想に強く共感し、そのまま使い続けたという逸話がある。
戦後、吉田茂から大蔵大臣就任を打診されたが辞退している。三井銀行頭取の佐藤喜一郎と東京芝浦電氣社長の津守豊治の依頼で、1948年（昭和23年）に東京芝浦電気取締役、翌年社長となる。東芝は当時、大労働争議のため労使が激突し倒産の危機にあった。あえて火中の栗を拾った形となった石坂は、真正面から組合と交渉し6,000人を人員整理し、東芝再建に成功する。
1955年（昭和30年）、日本生産性本部初代会長。

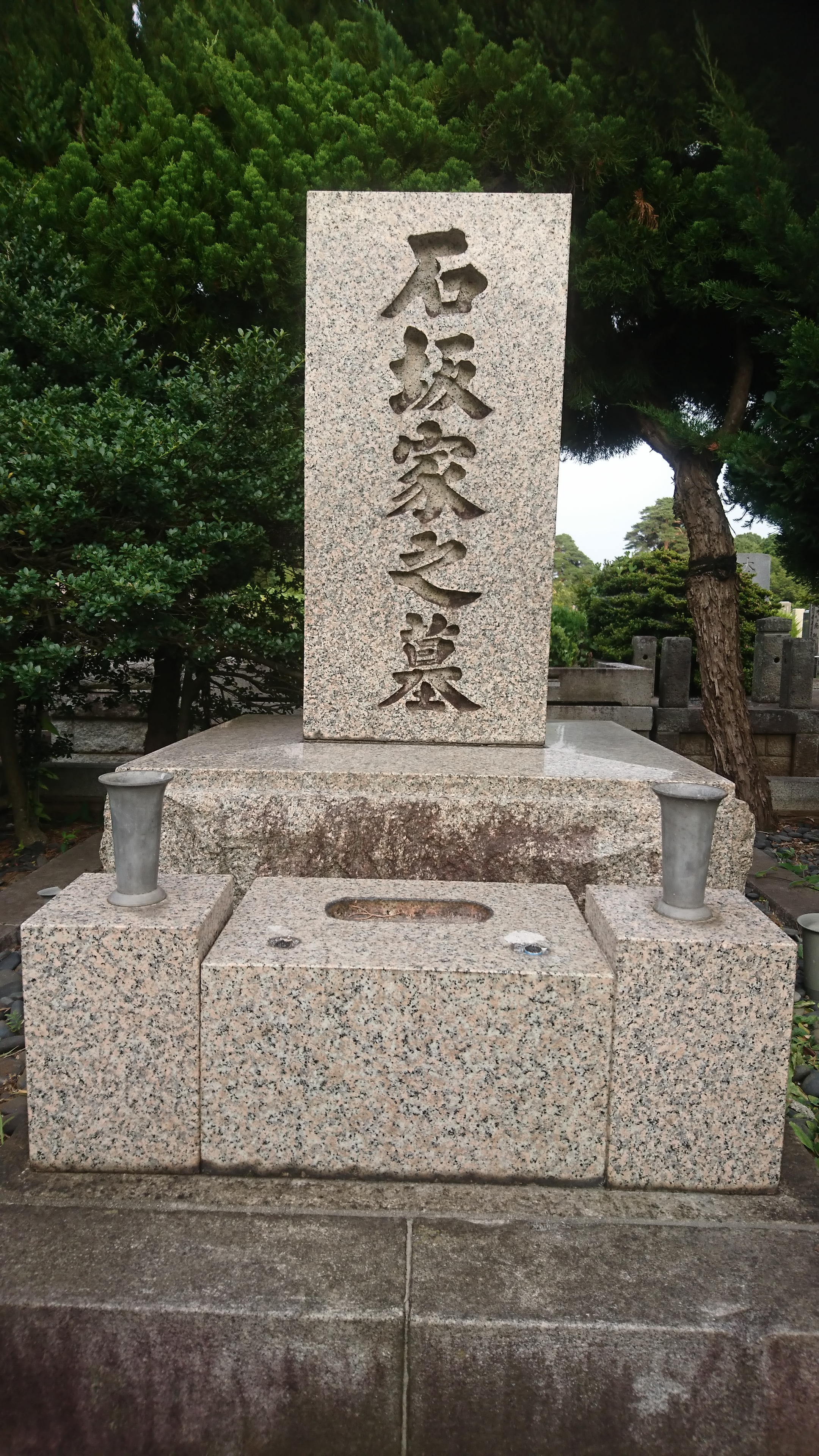
多磨霊園にある石坂家の墓

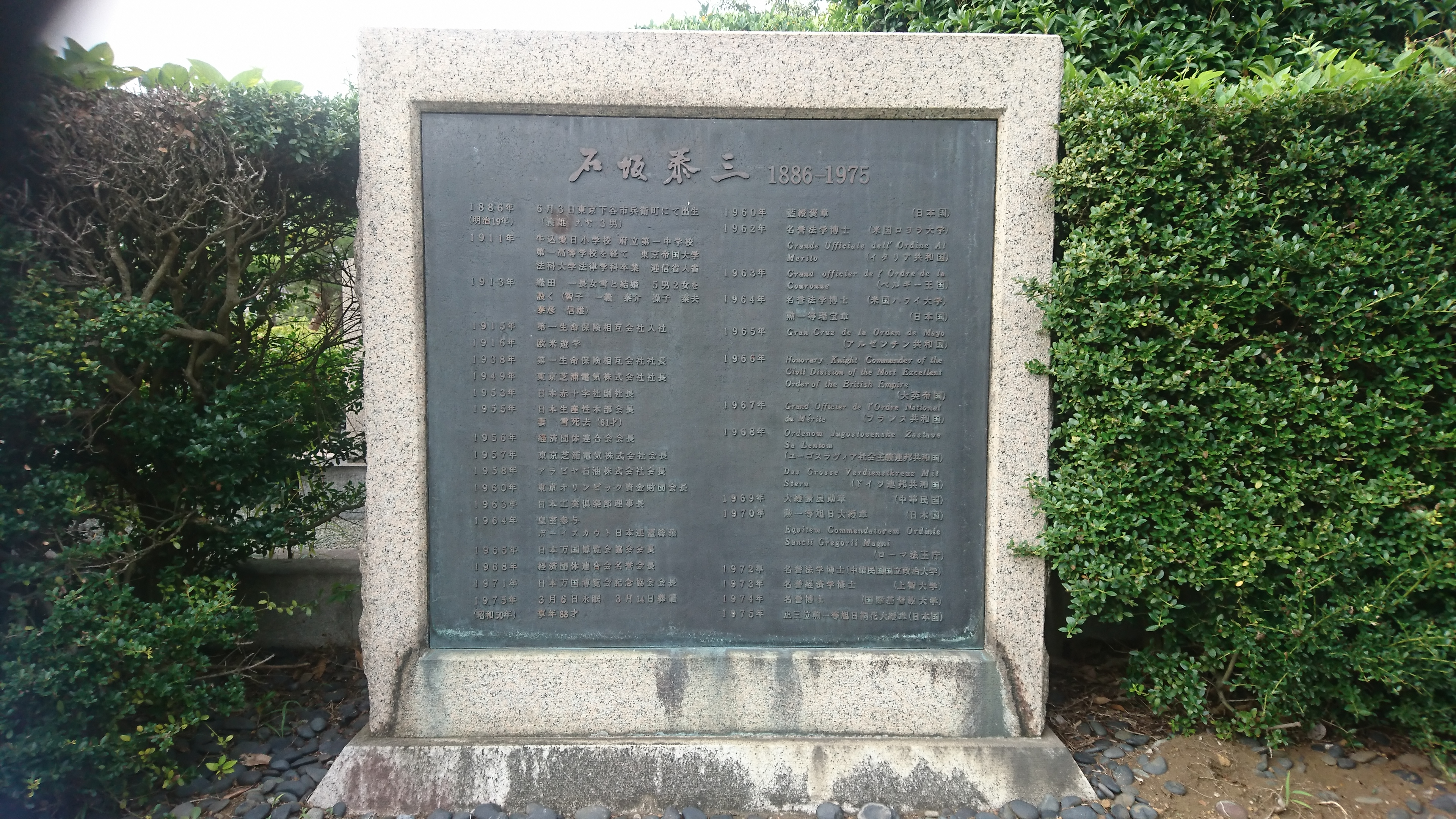
墓の横にある石碑には、泰三の功績が年表で記されている

官僚出身の割に官僚の民間経済への介入を嫌ったが、東芝再建に官界や他勢力の力を借りずに成し遂げたことで、1956年（昭和31年）、石川一郎経済団体連合会（経団連）会長辞任を受けて後任の経団連会長と、産業計画会議委員（議長・松永安左ヱ門）に就任する。1957年（昭和32年）、石川島播磨重工業相談役、東京芝浦電気会長に就任する。自由主義経済の原則のもと、官僚の干渉を排除する姿勢や指導力に高い評価を受ける。政治への発言、行動も躊躇せず、1956年（昭和31年）に日本商工会議所会頭の藤山愛一郎と共に鳩山一郎首相に対し退陣を求めた。1960年（昭和35年）の60年安保闘争では、安保改定阻止国民会議を中心とする反対運動の盛り上がりによって、アイゼンハワーアメリカ大統領の訪日が中止されるという緊迫した状況を受けて、経団連など経済四団体が「時局に対する共同声明」を発している。安保反対の先頭に立った浅沼稲次郎の暗殺事件に際して「暴力行為は決していいものではない。だがインテリジェンスのない右翼の青年がかねて安保闘争などで淺沼氏の行為を苦々しいと思っていて、あのような事件を起こした気持もわからないではない。」と実行犯に同情的な発言をしたため問題視された。
1957年（昭和32年）、アラビア石油会長に就任。1960年（昭和35年）、1964年東京オリンピック資金財団会長に就任。1963年（昭和38年）、日本工業倶楽部理事長に就任。1964年（昭和39年）、日本国は経済協力開発機構 (OECD) に加入し、それにともない産業経済諮問委員会 (BIAC) にも加入した。石坂はBIAC日本委員長となり、積極的に資本の自由化に取り組んだ。同1964年、小泉信三の後を受け宮内庁参与に就任。また、ボーイスカウト日本連盟総裁となる。1965年（昭和40年）、昭和天皇の御前で講義を行う。同年11月、三木武夫通産大臣の要請で、人選が難航していた日本万国博覧会協会会長を引き受け、1970年（昭和45年）3月の大阪万博開催に漕ぎ着けた。1967年（昭和42年）、日本いけばな芸術協会副総裁就任。1974年に日本棋院から大倉賞を授賞される。
1975年（昭和50年）、脳血栓により東京女子医大病院で88歳で死去。死後、3月14日に正三位勲一等旭日桐花大綬章を追贈される。

## 家族・親族
- 父 石坂義雄
- 母 こと（斎藤家出身）
- 兄 弘毅（軍人・陸軍少将）
- 姉・松江 - 堀江悦之助の後妻。堀江家は代々中野村（現・東京都中野区）の名主を務めた旧家。
- 弟 禄郎（実業家）
- 妻 雪子（発明協会理事長・織田一の娘）[14]
- 長男 一義（日本銀行勤務。妻の治子は二荒芳徳の三女、北白川宮能久親王の孫）[14]
- 三男 泰夫（三井物産勤務。妻の章子は富井周の長女）[14]
- 四男 泰彦（三菱銀行勤務。妻の博子は瀬木博信の娘）[14]
- 五男 信雄（東芝勤務）
- 長女 智子（東芝ケミカル会長三浦勇三の妻。娘は山下三郎 (実業家)の甥の妻）[14]
- 二女 操子（元最高裁判事霜山精一の長男徳爾に嫁す）[14]
- 孫 石坂泰章（実業家）- 後妻はニュースキャスターの小谷真生子だったが離婚。
- 孫 石坂信也（実業家）
- 甥 石坂公成（医学者）
- 妻・雪子の弟 織田定信
- 従兄弟の孫 石坂敬一（実業家、祖母も泰三の従姉妹）

## 系譜
- 石坂氏　父・義雄は埼玉県大里郡奈良村（現熊谷市）の地主の家に生まれた。

```
　　　　　　　　きく
　　　　　　　　　┃
　　　　　　　　　┣━━━石坂公成
　　　　　　　　　┃
　　　　　　┏石坂弘毅
　　　　　　┃
　　　　　　┣石坂定義
　　　　　　┃
　　　　　　┃堀江悦之助
　　　　　　┃　┃
　　　　　　┣松江
　　　　　　┃
　　　　　　┃鈴木朔太郎
　　　　　　┃　┃
　　　　　　┣てい
　　　　　　┃
石坂義雄━━╋石坂泰三
　　　　　　┃　┃
　　　　　　┃雪子
　　　　　　┃
　　　　　　┣祖父江久治
　　　　　　┃　
　　　　　　┃
　　　　　　┣石坂銀五　
　　　　　　┃　
　　　　　　┃　　　
　　　　　　┗石坂禄朗　　┏石坂光雄
　　　　　　　　　┃　　　┃
　　　　　　　　　┣━━━╋石坂二朗
　　　　　　　　　┃　　　┃
　　　　　　　　┏あや　　┗石坂恒夫
　　林曄━━━━┫　　　　
　　　　　　　　┗林暲　　

```

妻 雪子 を通して 真野毅 と義兄弟
```

　　　　　　　　桂太郎━━井上三郎
　　　　　　　　　　　　　　┃
　　　　　　　　　　　　　　┣━━━井上光貞
　　　　　　　　　　　　　　┃　　　　┃
　　　　　　　　井上馨━━千代子　　　┃
　　　　　　　　　　　　　　　　　　　┃
　　　　　　　伊達宗徳━━二荒芳徳　　┃　　　
　　　　　　　　　　　　　　　┃　　┏明子
　　　　　　　　　　　　　　　┣━━┫
　　　　　　　　　　　　　　　┃　　┗治子
　　　北白川宮能久親王━━━拡子　　　　┃
　　　　　　　　　　　　　　　　　　　　┃
　　　　　　　　　　　　　　　　　　┏石坂一義
　　　　　　　　　　　　　　　　　　┃
　　　　　　　　　　　　　　　　　　┣石坂泰介
　　　　　　　　　　　　　　　　　　┃　　①　
　　　　　　　　　　　　　石坂泰三　┣石坂泰夫━━石坂泰章 
　　　　　　　　　　　　　　　┃　　┃　　　　　　　┃
　　　　　　　　　　　　　　　┣━━╋石坂泰彦　小谷真生子
　　　　　　　　　　　　　　　┃　　┃
　　　　　　　　　　　　　┏雪子　　┣石坂信雄━━石坂信也
　　　　　　　　織田一━━┫　　　　┃
　　　　　　　　　　　　　┗不二子　┣智子
　　　　　　　　　　　　　　　┃　　┃　┣━温子
　　　　　　　　　　　　　　真野毅　┃三浦勇三
　　　　　　　　　　　　　　　　　　┃
　　　　　　　　　　　　　　　　　　┗操子
　　　　　　　　　　　　　　　　　　　┃
　　　　　　　　　　　霜山精一━━霜山徳爾

```

```
　
　　　　　　　　　　　　　　　　　　　　　┏茂木克彦
　　　　　　　　　　　　　　　　茂木孝也━┫
　　　　　　　　　　　　　　　　　　　　　┗朝子
　　　　　　　　　　　　　　　　　　①　　　　┃
　　　　　　　　　　　石坂泰三━石坂泰夫　　　┃
　　　　　　　　　　　　　　　　　┃　　　　　┃
　　　　　中村是公━━━━秀　　　┣━━━石坂泰章
　　　　　　　　　　　　　┃　　　┃　　　　　┃
　　　　　　　　　　　　　┣━━章子　　　　　┃
　　　　　　　　　　　　　┃　　　　　　　　　┃
　　　　　　　　　　　┏富井周　　　　　　小谷真生子
　　　　富井政章━━━┫
　　　　　　　　　　　┗淑
　　　　　　　　　　　　┃　　┏植村泰忠
　　　　　　　　　　　　┣━━┫
　　　　　　　　　　　　┃　　┗和子
　　　　　　　　　植村甲午郎　　┃
　　　　　　　　　　　　　　　　┃
　　　渋沢栄一━━渋沢正雄━━渋沢正一

```

## 栄典
- 1964年11月3日 - 勲一等瑞宝章
- 1970年4月29日 - 勲一等旭日大綬章
- 1975年3月6日 - 勲一等旭日桐花大綬章

## 著書
- 『保険会社金融論』（改造社、1935年）
- 『働くこと楽しむこと』（実業之日本社、1958年）
- 『泰川随談』（新らしい衣食住、1961年）
- 『勇気あることば』（読売新聞社、1970年）